# تکیه امام علی
تکیه امام علی مربوط به دوره صفوی است و در شهرستان کاشان، بخش نیاسر، دهستان نیاسر، روستای نشلج، محله چال خانقاه واقع شده و این اثر در تاریخ ۶ اسفند ۱۳۸۵ با شمارهٔ ثبت ۱۷۴۸۷ به‌عنوان یکی از آثار ملی ایران به ثبت رسیده است.